# Johann Friedrich Klotzsch
Johann Friedrich Klotzsch (Wittenberg, Porosz Királyság, 1805. június 9. – Berlin, 1860. november 5.) német botanikus, gombabiológus, farmakológus, zoológus, gyógyszerész, biológus, növénygyűjtő és kurátor. Botanikai szakmunkákban nevének rövidítése: „Klotzsch”. Zoológiai szakmunkákban nevének rövidítése: „Klotzsch”. Több gombafajta leírása is az ő nevéhez fűződik. A zellerfélék közé tartozó Klotzschia róla kapta nevét.